# 1536
- Wikisource

| Calendário gregoriano                                                        | 1536 MDXXXVI                                         |
| Ab urbe condita                                                              | 2289                                                 |
| Calendário arménio                                                           | 985 – 986                                            |
| Calendário bahá'í                                                            | -308 – -307                                          |
| Calendário budista                                                           | 2080                                                 |
| Calendário chinês                                                            | 4232 – 4233 Início a 23 de janeiro (aproximadamente) |
| Calendário copta                                                             | 1252 – 1253                                          |
| Calendário etíope                                                            | 1528 – 1529                                          |
| Calendários hindus - Vikram Samvat - Calendário nacional indiano - Cáli Iuga | 1591 – 1592 1457 – 1458 4636 – 4637                  |
| Calendário Holoceno                                                          | 11536                                                |
| Calendário islâmico                                                          | 943 – 944                                            |
| Calendário judaico                                                           | 5296 – 5297                                          |
| Calendário persa                                                             | 914 – 915                                            |
| Calendário rúnico                                                            | 1786                                                 |
| Calendário solar tailandês                                                   | 2079                                                 |

1536 (MDXXXVI, na numeração romana) foi um ano bissexto do século XVI do Calendário Juliano, da Era de Cristo, e as suas letras dominicais foram  B e A (52 semanas), teve início a um sábado e terminou a um domingo.
| ano completo                      |
| --------------------------------- |
| Ano bissexto com início ao sábado |

## Eventos
- 2 de Fevereiro - Fundação da cidade de Buenos Aires, na Argentina.
- 15 de Maio - Ana Bolena é acusada de adultério, traição e incesto pelo Parlamento inglês.
- 17 de Maio - O casamento de Ana Bolena e Henrique VIII de Inglaterra é dissolvido.
- 30 de Maio - Henrique VIII de Inglaterra casa-se com Joana Seymour, 11 dias depois da execução de Ana Bolena.
- 27 de Junho - é fundada a cidade de San Pedro Sula por Pedro de Alvarado.
- 25 de Agosto - sínodo na Sé de Lisboa em que se ordenou a primeira vez que nas paróquias houvesse livros em que se fizessem assentos dos batismos, casamentos e óbitos, que toda a Igreja Católica, à imitação e exemplo da de Lisboa, estabeleceu a mesma Constituição no Concílio Tridentino.
- O País de Gales é anexado pela Inglaterra através do Acto de União.
- É editada a primeira Grammatica da lingoagem portuguesa, de autoria de Fernão de Oliveira.
- Portugal divide o Brasil em quinze capitanias hereditárias.
- É fundado o Arraial do Pereira pelo fidalgo português Francisco Pereira Coutinho, que mais tarde se tornaria a cidade de Salvador (Bahia).
- A mando do Bispo de Angra e com o acordo da Câmara Municipal da ainda vila fez-se lembrar ao rei D. João III de Portugal a necessidade de cumprir o seu compromisso de instalar nesta cidade a sede da diocese.
- Fundação do Convento de Santa Clara, Ribeira Grande, ilha de São Miguel, Açores.
- Instituição do Convento de Jesus, Ribeira Grande, ilha de São Miguel.
- Construção da Capela do Mártir São Filipe (Funchal) por António de Leme.

## Nascimentos
- Janeiro
  - 05 de Janeiro - Marie, Condessa de Leiningen (m. 1597).
  - 16 de Janeiro - Albrecht VII, Conde de Schwarzburg-Rudolstadt (m. 1605).
  - 17 de Janeiro - Albrecht, Conde de Lowenstein-Scharfeneck, filho de Friedrich I, Conde de Löwenstein-Scharfeneck (1502-1541) (m. 1587).
  - 19 de Janeiro - Hans Heyden, fabricante de instrumentos musicais, organista e musicólogo (m. 1613).
  - 22 de Janeiro - Filisberto de Baden (m. 1569).
  - 24 de Janeiro - Caspar Coolhaes, teólogo holandês (m. 1615).
- Fevereiro
  - 02 de Fevereiro - Piotr Skarga, Piotr Powęski, jesuíta, pregador, hagiógrafo, polemista e figura de liderança na Contra-Reforma da Polônia (m. 1612).
  - 02 de Fevereiro - Toyotomi Hideyoshi, 豊臣秀吉, daymio japonês (m. 1598).
  - 02 de Fevereiro - Scévole de Sainte-Marthe, poeta francês (m. 1623)
  - 12 de Fevereiro - Leonardo Donato, 90º Doge da República de Veneza (m. 1612).
  - 16 de Fevereiro - Antoine Loysel, jurista francês (m. 1617).
  - 16 de Fevereiro - Margarethe, Arquiduquesa da Áustria, filha de Fernando I, Sacro Imperador Romano-Germânico (m. 1567).
  - 24 de Fevereiro - Papa Clemente VIII (m. 1605). Piotr Skarga 
(1536-1621)
- Março

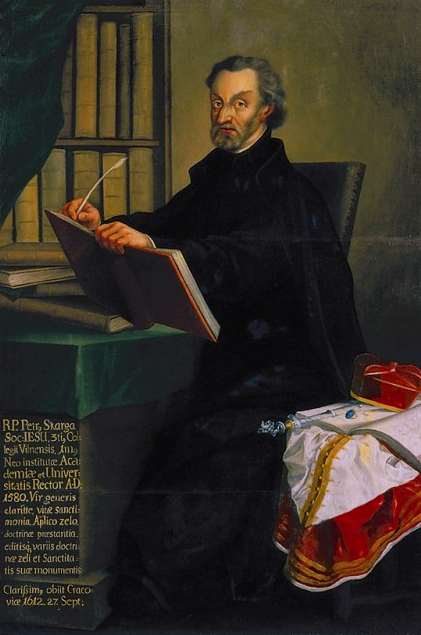
Piotr Skarga
(1536-1621)

  - 07 de Março - Achille de Harlay, jurista e magistrado francês (m. 1619).
  - 10 de Março - Thomas Howard, 4º Duque de Norfolk (m. 1572).
  - 18 de Março - Karel Utenhove, humanista e reformador alemão de origem belga Karl von Utenhofe 
(1536-1600) (m. 1600).

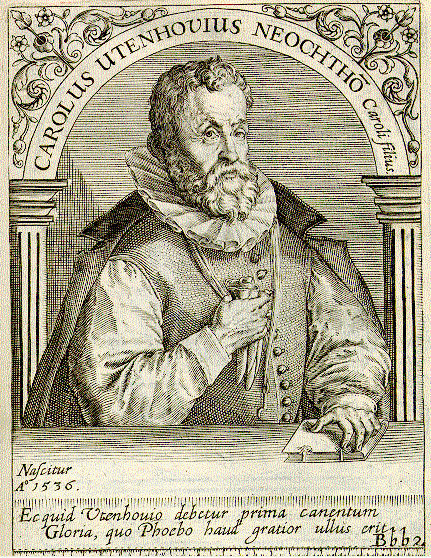
Karl von Utenhofe
(1536-1600)

  - 31 de Março - Ashikaga Yoshiteru, shogun japonês (m. 1565).
- Abril
  - 08 de Abril - Barbara, Landgravina de Hesse (m. 1597).
  - 16 de Abril - Poul Cypraeus, jurista e historiador alemão (m. 1609).
- Maio
  - 12 de Maio - Celio Magno, poeta italiano (m. 1602).
  - 13 de Maio - Jacques de Pamèle, teólogo flamengo e Bispo de St. Omer, Autor da obra: Liturgia Latinorum (m. 1587).
- Junho
  - 04 de Junho - John Elphinstone, Cânone de Aberdeen (m. 1616).
  - 11 de Junho - Paulus Hessius, médico alemão (m. 1603).
  - 20 de Julho - Jean Sarazin, Arcebispo de Cambrai (m. 1598).
- Agosto
  - 08 de Agosto - Laurentius Ludovicus, reitor e filólogo alemão (m. 1594).
  - 10 de Agosto - Caspar Olevian, teólogo, reformador e professor universitário alemão Kaspar Olevianus 
(1536-1587) (m. 1587).

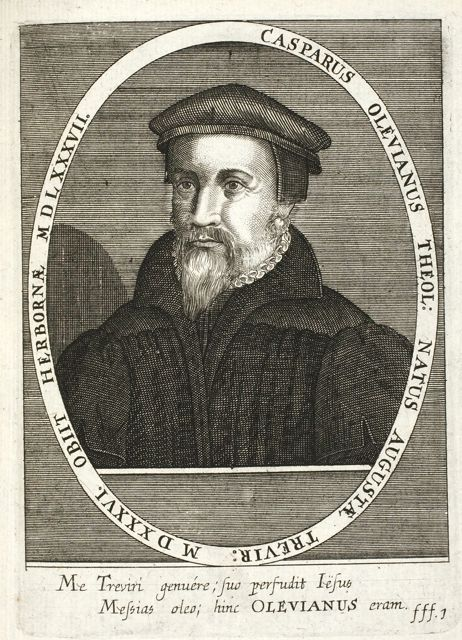
Kaspar Olevianus
(1536-1587)

  - 14 de Agosto - René II de Lorena-Guise, Marquês de Elbeuf de 1550 à 1554, filho de Claude I, Duque de Guise (m. 1566).
  - 15 de Agosto - Johannes Monachus, jurista e Burgomestre de Leipzig (m. 1599).
  - 24 de Agosto - Matthäus Dresser, escolástico e historiador alemão (m. 1607).
- Setembro
  - 09 de Setembro - Heinrich, Conde de Fürstenberg, filho de Wolfgang, Conde de Fürstenberg (1465-1509) (m. 1596).
- Outubro
  - 01 de Outubro - Ursula, Princesa de Brunswick, filha de Ernst I, Duque de Braunschweig-Lüneburg (1497-1547) (m. 1538).
  - 08 de Outubro - Christof, Conde de Frísia Oriental, filho de Enno II von Ostfriesland, Conde da Frísia Oriental (1505-1540) (m. 1566).
  - 08 de Outubro - Mario Bevilacqua, antiquariano e colecionador de instrumentos musicais (m. 1593).
  - 10 de Outubro - Conrad Weiss, humanista alemão (m. 1575).
  - 20 de Outubro - Joachim Ernst, Príncipe de Anhalt-Zerbst e Dessau (m. 1586).
  - 28 de Outubro - Felix Platter, O Jovem, médico suíço e filho do humanista Thomas Platter, O Velho (1499-1582) (m. 1614).
- Novembro
  - 22 de Novembro - Johann VI van Nassau-Dillenburg, Jan de Oude, Conde de Nassau-Dietz (m. 1606).
  - 22 de Novembro - Peter Nigidius, O Jovem, médico e professor em Marburgo (m. 1606).
  - 25 de Novembro - Loys Le Caron, jurisconsulto francês (m. 1568).
- Dezembro
  - 05 de dezembro - Santi di Tito, pintor e arquiteto italiano (m. 1603).
  - 06 de Dezembro - Henricus Husanus, jurista, diplomata e poeta neo-latino (m. 1587).
  - 26 de Dezembro - Yi I, renomado erudito confuciano (m. 1584).

## Mortes
- Janeiro
  - 03 de Janeiro - Vincens Lunge, nobre dinamarquês (n. 1486).
  - Baldassare Peruzzi, arquiteto e pintor italiano (n. 1481).
  - 07 de Janeiro - Catarina de Aragão, Rainha da Inglaterra e primeira esposa de Henrique VIII (n. 1485).
  - 11 de Janeiro - Krogen I. Örekrog, castelão de Elsinore (n. ?).
  - 22 de Janeiro - Bernd Krechting, líder anabatista alemão (n. 1500). Bernd Krechting 
(1500-1536

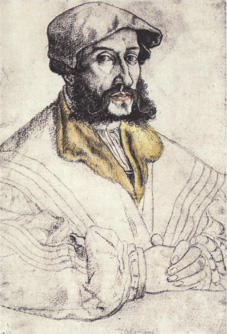
Bernd Krechting
(1500-1536

  - 22 de Janeiro - Bernhard Knipperdolling, líder religioso alemão Bernt Knipperdolling (1495-1536) (n. 1495).

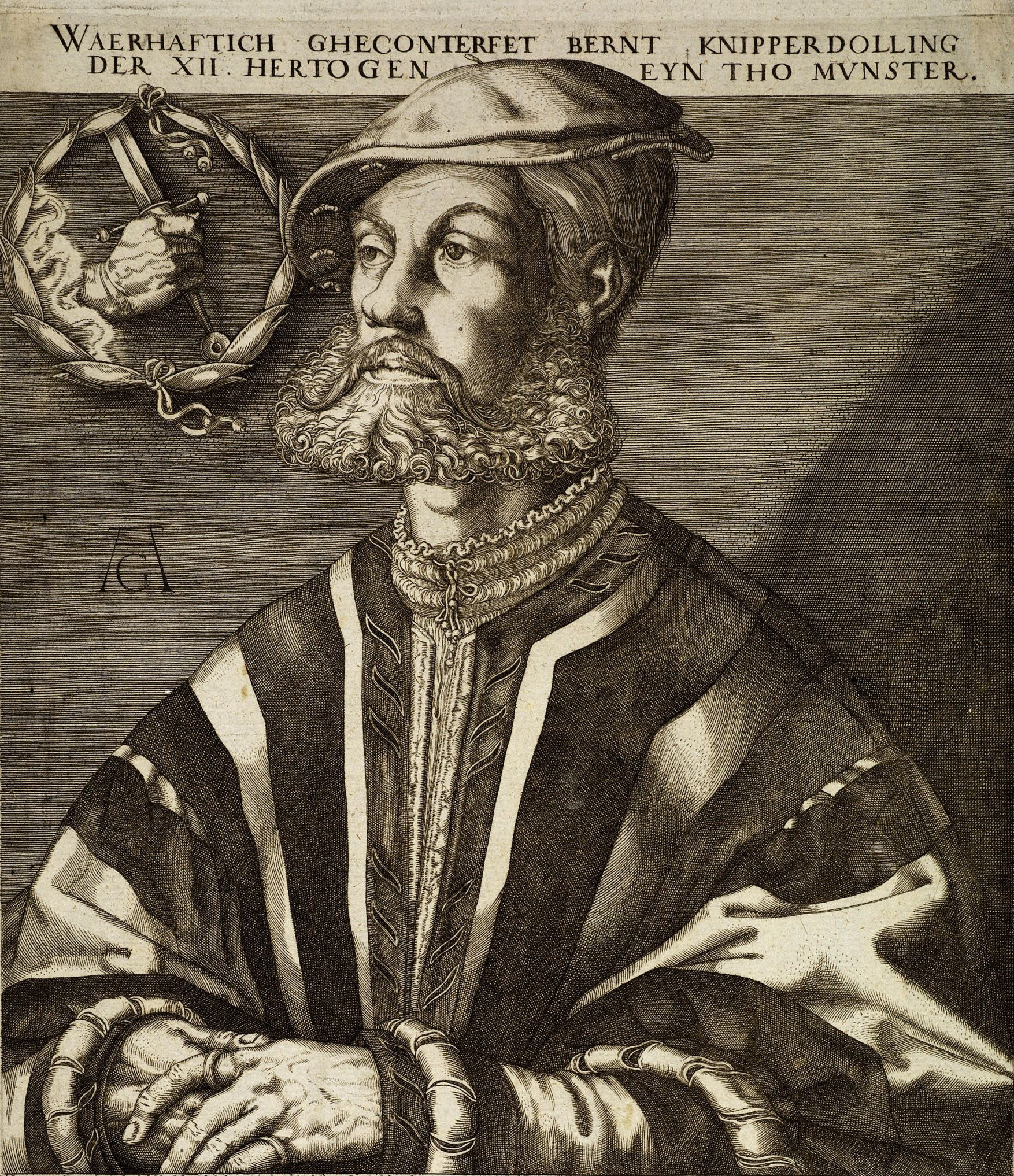
Bernt Knipperdolling (1495-1536)

  - 22 de Janeiro - Jan van Leiden, Johann Bockelson, reformador religioso holandês e chefe do movimento anabatista (n. 1509).
- Fevereiro
  - 02 de Fevereiro - Toyotomi Hideyoshi, daymio japonês (n. 1598).
  - 03 de Fevereiro - Garcia de Resende, publicador, poeta e humanista português (n. 1470).
  - 03 de Fevereiro - Thomas Fitzgerald, 10º Conde de Kildare (n. 1513).
  - 05 de Fevereiro - Christoph von Taubenheim, Senhor de Bedra, oficial de justiça e capitão (n. 1460).
  - 25 de Fevereiro - Bertholdus Hallerus, Berchtold Haller, teólogo e reformador suíço Berchtold Haller 
(1492-1536) (n. 1492).

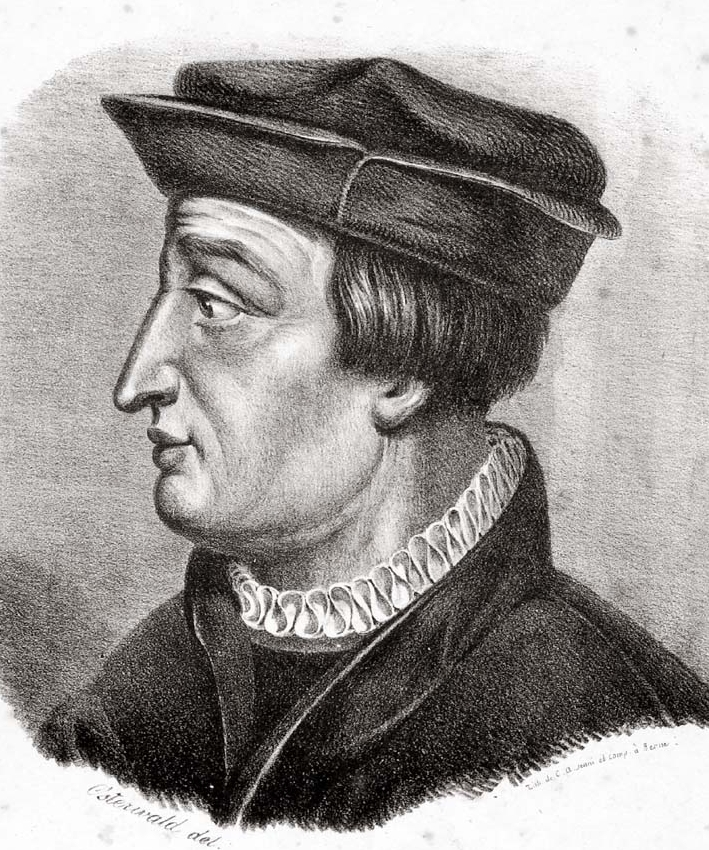
Berchtold Haller
(1492-1536)

  - 25 de Fevereiro - Jacob Hutter, líder anabatista austríaco (n. 1500). Jakob Huter 
(1500-1536)
- Março

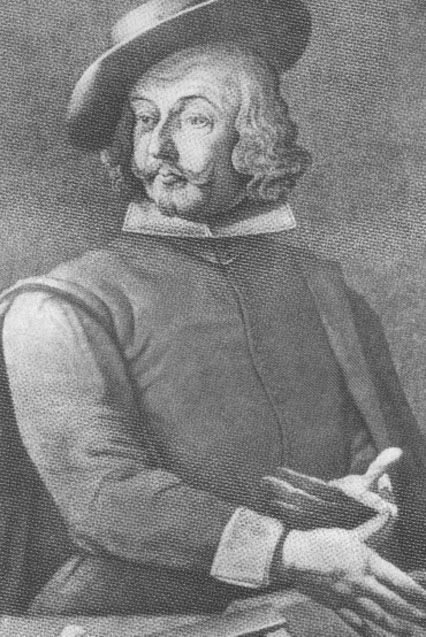
Jakob Huter
(1500-1536)

  - 01 de Março - Bernardo Accolti, poeta italiano (n. 1465).
  - 12 de Março - Ulrich von Dornum, reformador alemão (n. 1465).
  - 15 de Março - Ibrahim Pasha, Grão-vizir do Império Otomano (n. 1493).
  - 19 de Março - Walter Gumppenberg, marechal bávaro (n. ?).
  - 30 de Março - László Macedóniai, bispo e humanista húngaro (n. 1480).
  - 30 de Março - Peter Burckhard, médico alemão (n. 1461).
- Abril
  - 04 de Abril - Frederico I de Ansbach e Bayreuth, também conhecido como Frederico V de Brandenburgo, O Velho (n. 1460).
  - 04 de Abril - Marino Sanudo, O Jovem, historiador italiano (n. 1466).
  - 27 de Abril - Johann  Apel, jurista, humanista alemão (n. 1486).
- Maio
  - 08 de Maio - Johannes Manardus, médico e naturalista italiano Johannes Manardus 
(1462-1536) (n. 1462).

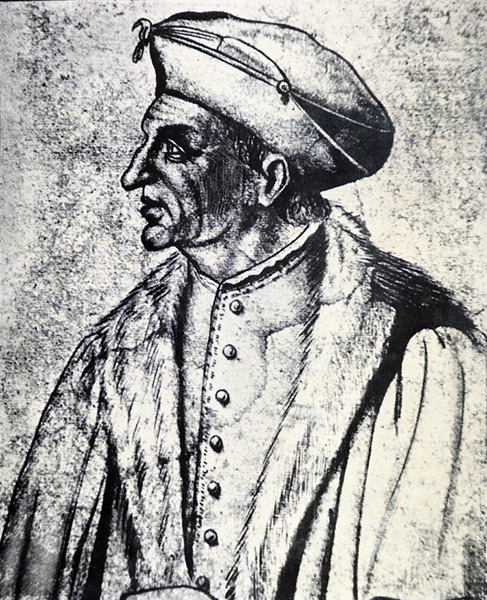
Johannes Manardus
(1462-1536)

  - 12 de Maio - Detlev von Reventlow, bispo de Lübeck (n. 1485).
  - 17 de Maio - Francis Weston, suposto amante de Ana Bolena (n. 1511).
  - 17 de Maio - George Boleyn, 2º Visconde Rochford e irmão de Ana Bolena (n. 1504).
  - 19 de Maio - Anna Boleyn, rainha da Inglaterra e segunda esposa de Henrique VIII (n. 1501).
  - 26 de Maio - Francesco Berni, escritor e poeta italiano (n. 1497).
  - 29 de Maio - Pieter Pietersz, mártir anabatista em Haia (n. ?).
  - 31 de Maio - Karl I. von Münsterberg, Duque de Münsterberg e Duque de Oels (n. 1476).
- Junho
  - 02 de Junho - John Stewart, 2º Duque de Albany (n. 1485).
  - 04 de Junho - Jorg Heuß, relojoeiro alemão (n. 1475).
  - 26 de Junho - Petrus Alamire, também conhecido como Peter Imhoff ou Pieter Van den Hove, copista, compositor e diplomata teuto-holandês (n. 1470).
  - 28 de Junho - Richard Pace, diplomata inglês (n. 1482).
  - 29 de Junho - Bernardo III de Baden (n. 1474).
- Julho
  - 12 de Julho - Desiderius Erasmus, filósofo e humanista holandês (n. 1469).
  - 23 de Julho - Henry Fitzroy, 1º Duque de Richmond, filho ilegítimo de Henrique VIII (n. 1519).
- Agosto
  - 10 de Agosto - François III de Bretagne, também conhecido como Francisco da França, filho caçula de Francisco I e de Claude de France (n. 1518).
  - 26 de Agosto - Konrad Cöllin, teólogo dominicano alemão (n. 1476).
- Setembro
  - 04 de Setembro - Dietrich von Werthern, jurista, humanista e diplomata alemão (n. 1468).
  - 06 de Setembro - Caspar Lindemann, médico alemão (n. 1486).
  - 09 de Setembro - Skipper Clement, capitão dinamarquês (n. 1484).
  - 12 de Setembro - Johann von Falckenberg, cânone e irmão de Otto von Falckenberg (m. 1532) (n. ?).
  - 13 de Setembro - Giannantonio Flaminio, poeta latino e Professor da Universidade de Bolonha (n. 1464).
  - 17 de Setembro - Simon V, Conde de Lippe (n. 1471).
  - 24 de Setembro - Joannes Secundus, Jan Everaerts, humanista, jurista e poeta neo-latino Janus Secundus 
(1511-1536) (n. 1511).

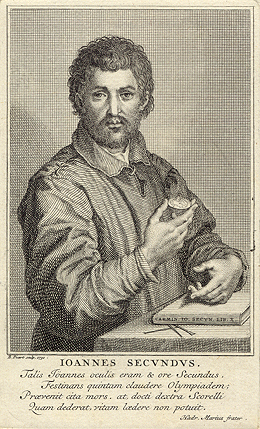
Janus Secundus
(1511-1536)

  - 26 de Setembro - Didier de Saint-Jaille, 46º Grão Mestre da Ordem de Malta (n. ?).
  - 30 de Setembro - Pedro de Leiden, Petrus Blomevenna, místico e escritor asceta (n. 1466).
- Outubro
  - 06 de Outubro - William Tindale, reformador e tradutor inglês da Bíblia (n. 1494).
  - 12 de Outubro - Johann Varennius, filólogo holandês (n. 1462).
  - 13 de Outubro - François II de Rohan, Bispo de Angers de 1499 à 1532 e arcebispo de Lyon de 1501 à 1536 (n. 1480).
  - 14 de Outubro - Garcilaso de la Vega, poeta e diplomata espanhol (n. 1503).
  - 26 de Outubro - Christophorus Rauber, Krištof Ravbar, bispo de Laibach (n. 1466).
  - 30 de Outubro - Hamman von Holzhausen, reformador, humanista alemão e burgomestre de Frankfurt am Main (n. 1467).
- Novembro
  - 05 de Novembro - Leonhard Peurl, bispo de Lavant/Maribor, Eslovênia (n. 1454).
  - 22 de Novembro - Melchior von Sparneck, cânone em Ratisbona (n. 1488).
  - 24 de Novembro - Ulric Zasius, jurista alemão (n. 1461).
- Dezembro
  - 01 de Dezembro - Dietrich Spät, nobre e militar alemão (n. ?).
  - 08 de Dezembro - Diego Méndez, navegador e conquistador espanhol (n. 1472).
  - 20 de Dezembro - Elisabeth, Condessa de Werdenberg-Sargans, casada com Erasmus I. Schenk von Erbach (1466-1503) (n. 1484).
  - 21 de Dezembro - John Seymour, cortesão inglês e pai de Jane Seymour, terceira esposa de Henrique VIII (n. 1474).
  - 21 de Dezembro - Robert III. de La Marck, Marechal de França (n. 1492).
  - 31 de Dezembro - Margarete Eriksdotter Wasa, irmã de Gustavo I, Rei da Suécia (n. 1497).

Datas Incompletas
- - Gil Vicente, dramaturgo português (data suposta).
  - Leonor Rebelo, esposa de Manuel Afonso Canha.
  - João Gonçalves da Câmara, 4o capitão do donatário do Funchal.

## Por tema
- 1536 no Brasil
- 1536 na literatura